# Fukuia
Fukuia is een geslacht van weekdieren uit de klasse van de Gastropoda (slakken).

## Soort
- Fukuia kurodai Abbott & Hunter, 1949